# Șomcuta Mare
Șomcuta Mare (in ungherese Nagysomkút, in tedesco Gross-Schomkut) è una città della Romania di 7 921 abitanti, ubicata nel distretto di Maramureș, nella regione storica della Transilvania. 
Fanno parte dell'area amministrativa anche le località di Buciumi, Buteasa, Ciolt, Codru Butesii, Finteușu Mare, Hovrila e Vălenii Șomcutei.